# Briologia
La briologia è la branca della botanica che si occupa dello studio scientifico di briofite  (muschi, epatiche e Anthocerotophyta), piante non vascolari o epifite.

## Etimologia
Il termine deriva dalla parola in greco antico βρύολογία, composta da βρύον "bryon" (muschio) e λόγος "lògos" (studio, scienza), cioè "studio dei muschi"; è la scienza che studia tutto ciò che riguarda i muschi.

## Storia
Le Briofite sono state studiate in modo sistematico e approfondito a partire dal XVIII secolo. Il botanico tedesco Johann Jacob Dillenius (1687-1747) professore emerito di botanica a Oxford, nel 1717 ha pubblicato il lavoro Historia muscorum. L'inizio della briologia si concretizza col lavoro di Johannes Hedwig, che ha chiarito il sistema riproduttivo di muschi nel 1792, nel suo Fundamentum historiae naturalis muscorum e ha organizzato e redatto una prima tassonomia.

## Aree di ricerca
Le aree di ricerca comprendono tassonomia delle briofite, briofite come bioindicatori, il sequenziamento del DNA, l'interdipendenza tra briofite e altre specie vegetali e animali.
È stato scoperto che alcune specie di briofite parassitiche micoeterotrofiche come Aneura mirabilis (precedentemente conosciuta come Cryptothallus mirabilis) e altre specie potenzialmente carnivore come Colura zoophaga e Pleurozia.